# چهارسالاری هرودی
چهارسالاری هرودی (انگلیسی: Herodian Tetrarchy) یک بخش منطقه ای از یک دولت متکی امپراتوری روم بود که پس از مرگ هرود بزرگ در ۴ ق. م شکل گرفت.